# Carex nebrascensis
Carex nebrascensis là một loài thực vật có hoa trong họ Cói. Loài này được Dewey mô tả khoa học đầu tiên năm 1854.

## Hình ảnh

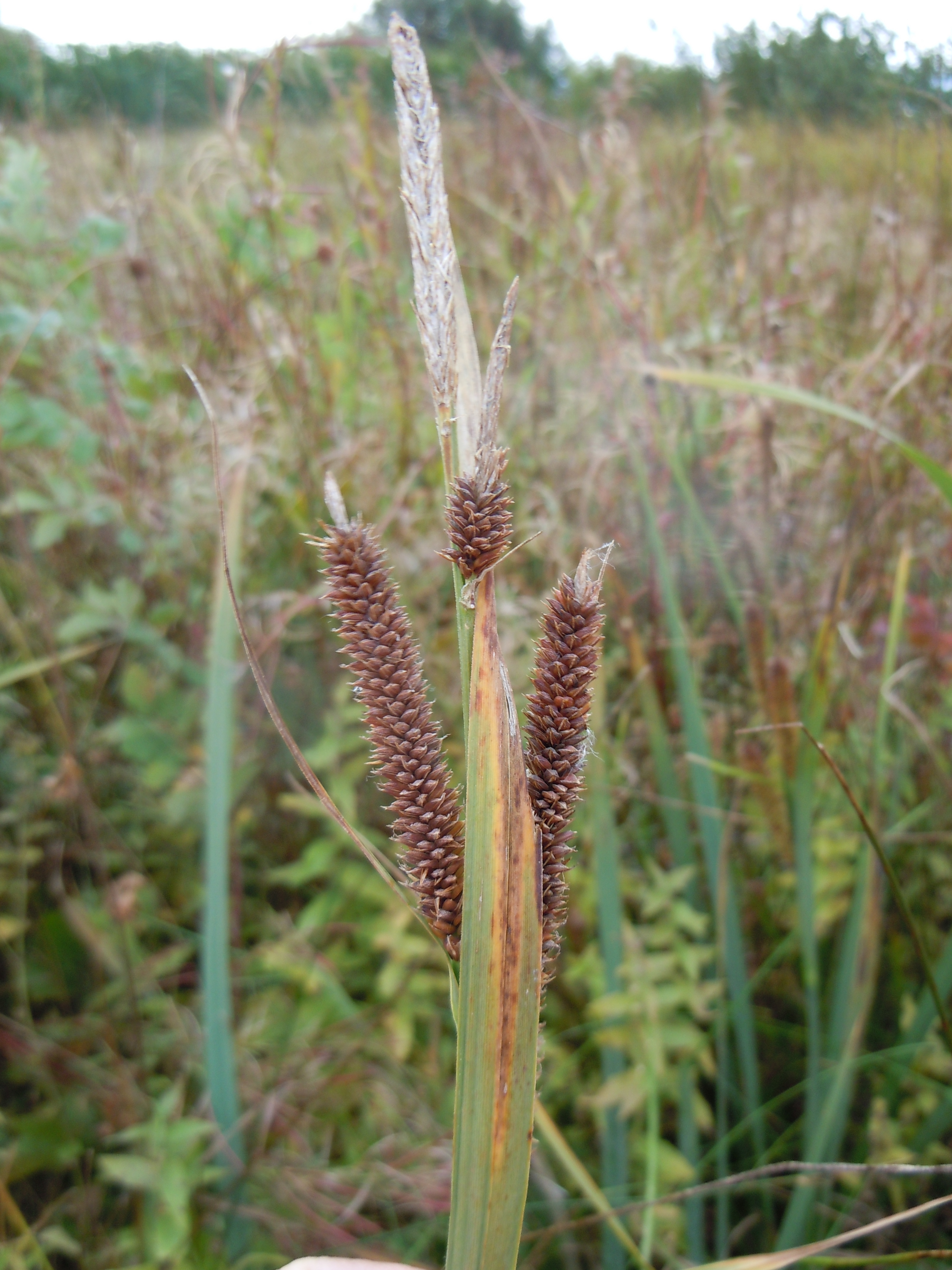
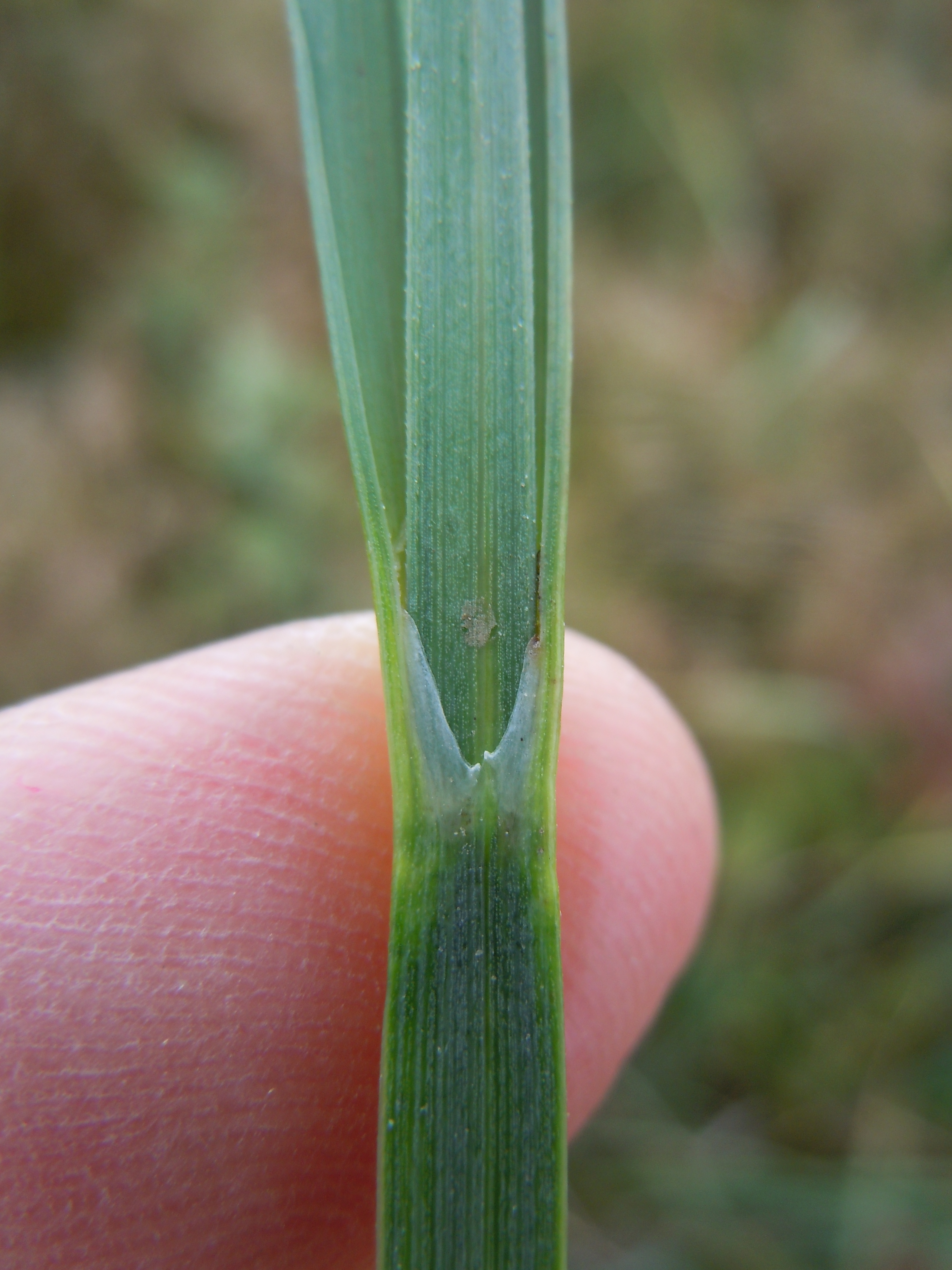
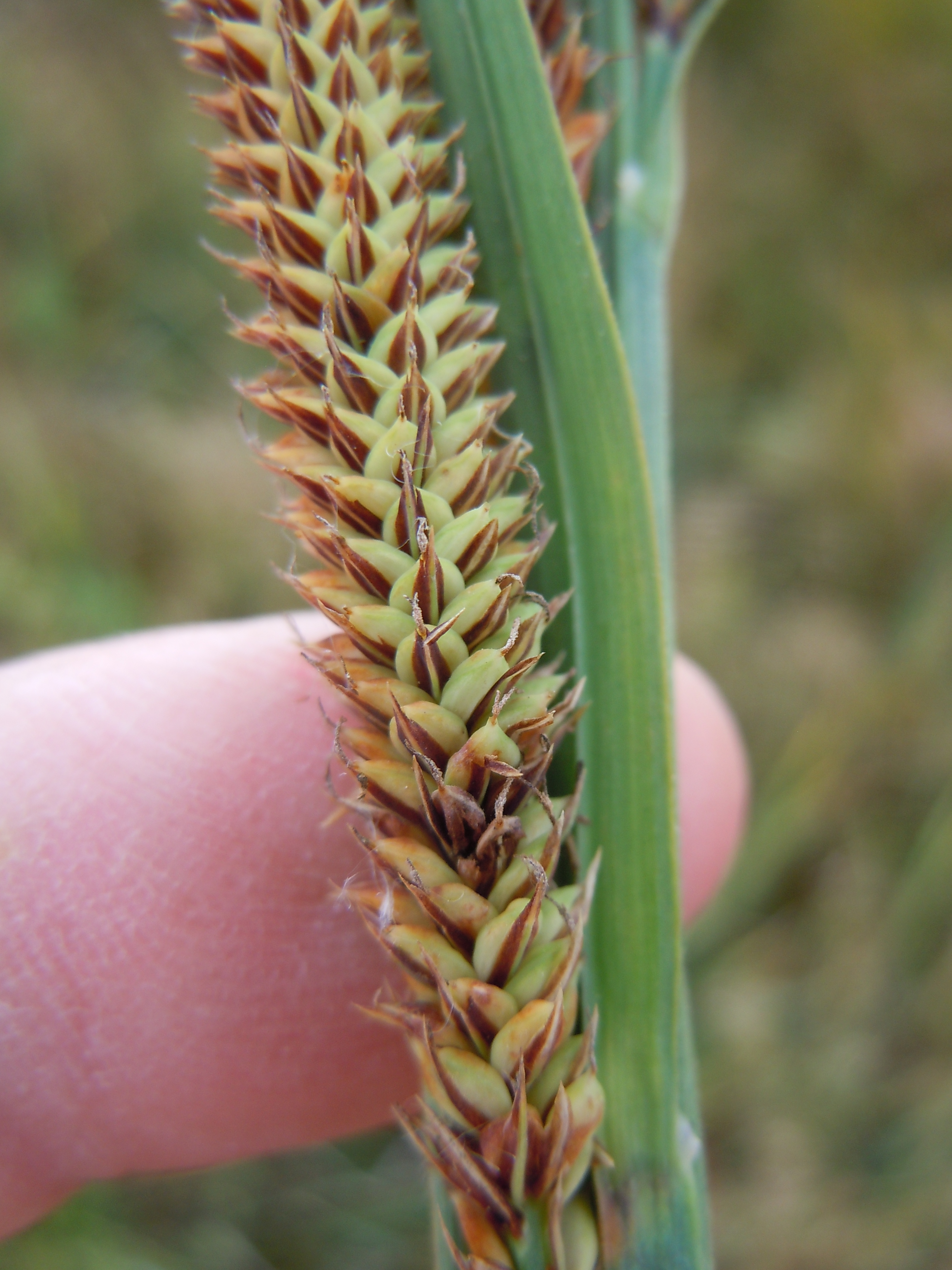
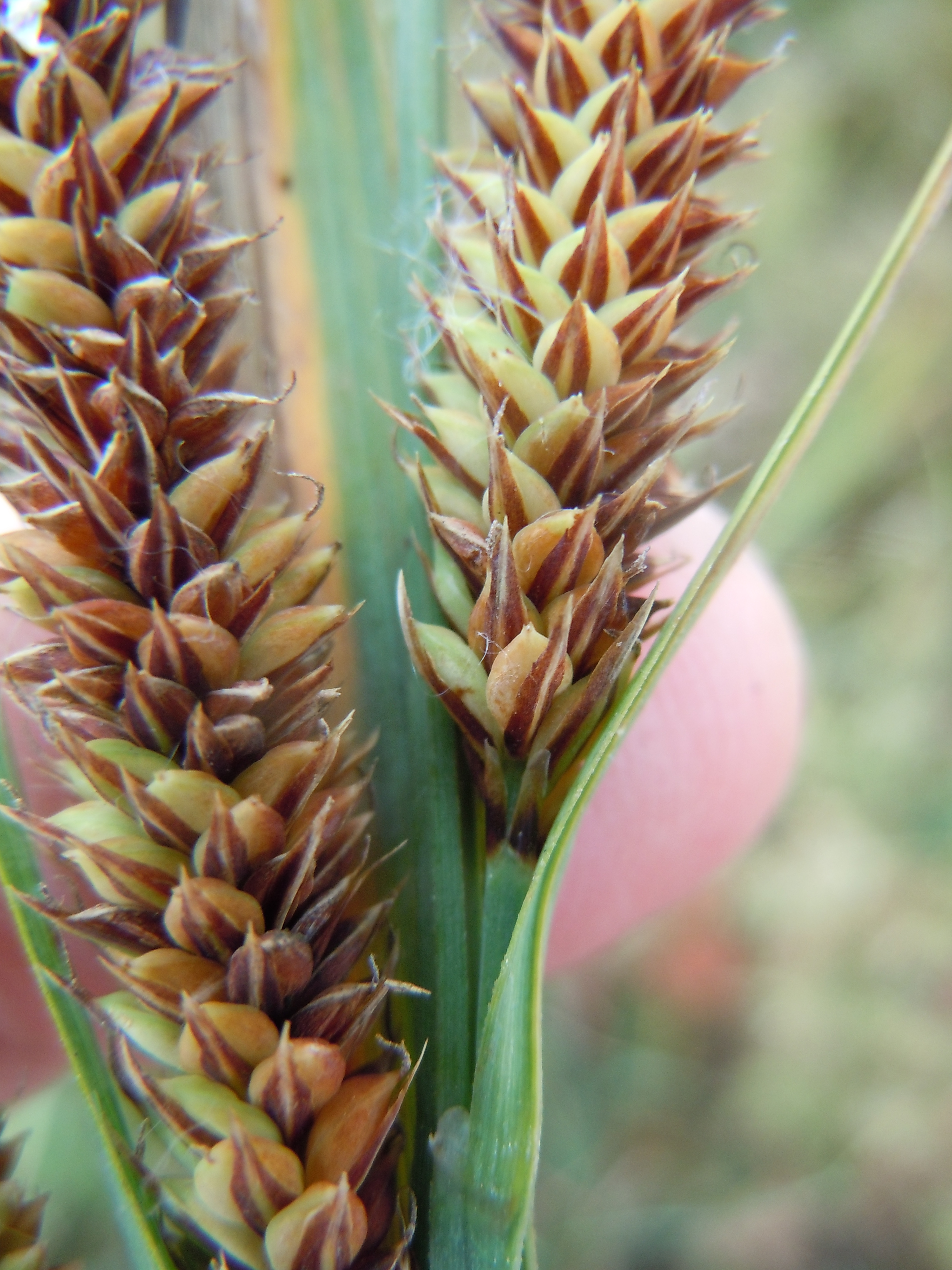